# Atletiek op de Paralympische Zomerspelen 2024 - 400 m vrouwen T47
De 400 meter voor vrouwen klasse T47 op de Paralympische Zomerspelen 2024 vond plaats van op 30 augustus in het Stade de France. Deze klasse is voor atletea met een enkele amputatie onder de elleboog of pols of een vergelijkbare handicap, met een normale functie in beide benen. Dit is een gecombineerde klasse met T46. De winnares van 2020 was Anrune Weyers uit Zuid-Afrika. Zij werd opgevolgd door Fernanda Yara da Silva uit Brazilië, de Venezolaanse Lisbeli Vera Andrade behaalde het zilver en Maria Clara Augusto uit Brazilië won de bronzen medaille.

## Records
Voorafgaand aan het toernooi waren dit de wereldrecords en Paralympische records.
| Wereldrecord        | T46/47 | Zuid-Afrika Anrune Weyers | 55.60 | Bersée | 24 augustus 2019 |
| Paralympisch record | T46/47 | Cuba Yunidis Castillo     | 55.72 | Londen | 8 september 2012 |

## Series
De eerste drie van beide series kwalificeerden zich direct voor de finale. Van de overgebleven atleten kwalificeerden bovendien de twee snelsten zich voor de finale.

#### Serie 1
| Rang | Baan | Kl. | Naam                   | Naam | Tijd    | Bijz. |
| ---- | ---- | --- | ---------------------- | ---- | ------- | ----- |
| 1    | 6    | T47 | Fernanda Yara da Silva | BRA  | 57.56   | Q     |
| 2    | 2    | T47 | Petra Luterán          | HUN  | 58.93   | Q     |
| 3    | 3    | T47 | Anastasiia Soloveva    | NPA  | 59.00   | Q     |
| 4    | 8    | T47 | Sae Tsuji              | JPN  | 1:00.19 | q, SB |
| 5    | 4    | T46 | Li Lu                  | CHN  | 1:01.10 |       |
| 6    | 5    | T46 | Kadiatou Bangoura      | GUI  | 1:06.09 |       |
| 7    | 7    | T47 | Adeline Mushiranzigo   | BDI  | 1:19.78 | SB    |

#### Serie 2
| Rang | Baan | Kl. | Naam                 | Naam | Tijd    | Bijz. |
| ---- | ---- | --- | -------------------- | ---- | ------- | ----- |
| 1    | 6    | T47 | Lisbeli Vera Andrade | VEN  | 58.22   | Q     |
| 2    | 7    | T46 | Amanda Rummery       | CAN  | 59.24   | Q     |
| 3    | 8    | T47 | Maria Clara Augusto  | BRA  | 59.28   | Q     |
| 4    | 3    | T46 | Jule Ross            | GER  | 1:01.08 | q     |
| 5    | 4    | T47 | Teresita Briozzi     | ARG  | 1:01.85 | SB    |
| 6    | 5    | T47 | Amanda Cerna         | CHI  | 1:02.19 |       |

### Finale
| Rang   | Baan | Kl. | Naam                   | Naam | Tijd  | Bijz. |
| ------ | ---- | --- | ---------------------- | ---- | ----- | ----- |
| Goud   | 6    | T47 | Fernanda Yara da Silva | BRA  | 56.74 | PB    |
| Zilver | 8    | T47 | Lisbeli Vera Andrade   | VEN  | 56.78 | PB    |
| Brons  | 4    | T47 | Maria Clara Augusto    | BRA  | 57.20 | PB    |
| 4      | 5    | T47 | Petra Luterán          | HUN  | 57.41 | PB    |
| 5      | 7    | T46 | Amanda Rummery         | CAN  | 58.02 |       |
| 6      | 9    | T47 | Anastasiia Soloveva    | NPA  | 58.20 | SB    |
| 7      | 2    | T47 | Sae Tsuji              | JPN  | 59.13 | SB    |
| 8      | 3    | T46 | Jule Ross              | GER  | 59.47 |       |